# Jevgeni Roekosoejev
Jevgeni Roekosoejev (2 september 1999) is een Russisch skeletonracer.

## Carrière
Roekosoejev maakte zijn wereldbekerdebuut in het seizoen 2019/20 waar hij 14e werd.
In 2020 nam hij voor het eerst deel aan het wereldkampioenschap waar hij 13e werd. In 2021 nam hij nogmaals deel, hij werd 5e na een sterke prestatie van Duitse skeletonracers.
In 2016 nam hij deel aan de Olympische Jeugdspelen waar hij goud won. Hij nam in 2022 deel aan de Olympische Spelen waar hij 6e werd.

## Resultaten

### Olympische Spelen
| Jaar | Plaats | Resultaat |
| ---- | ------ | --------- |
| 2022 | Peking | 6e        |

### Wereldkampioenschappen
| Jaar | Plaats    | Resultaat                      |
| ---- | --------- | ------------------------------ |
| 2020 | Altenberg | 13e Individueel                |
| 2021 | Altenberg | 5e Individueel 5e gemengd team |

### Wereldbeker
Eindklasseringen
| Seizoen   | Rang |
| --------- | ---- |
| 2019/2020 | 14e  |
| 2020/2021 | 23e  |
| 2021/2022 | 29e  |